# 목장이야기: 세 마을의 소중한 친구들
《목장 이야기 세 마을의 소중한 친구들》(牧場物語 3つの里の大切な友だち)는  마블러스 사가 2016년 6월 23일 발매한 닌텐도 3DS 전용 비디오 게임이다.

## 개요
"목장이야기 시리즈" 20주년을 기념 작품. 시리즈 중에서 Nintendo3DS 포맷을 위해 만들어진 게임 타이틀로는 세번째 작품이다.
"세 마을"이라는 타이틀이 가리키듯이 플레이어가 방문할 수 있는 마을이 세 종류가 있어 취향에 맞는 마을과 교류를 심화할 수 있다. 이처럼 게임 내의 커뮤니케이션 요소를 강화한 것이 특징이다.
"목장이야기 이어지는 신천지"(한국 정식 발매판 타이틀: Story of Seasons)가 닌텐도 사의 "마리오 시리즈"와 제휴하여 게임 내에 관련 컨텐츠를 구현했던 것처럼 이번에도 마리오 아이템이 등장한다. 그밖에도 "방가방가 햄타로"(원제: とっとこハム太郎)가 등장한다. 목소리 연기는 성우 마미야 쿠루미가 녹음했다.

## 스토리
주인공은 어린 시절부터 아버지의 일 때문에 여러 지역을 전전하며 살아왔다.
어느 날 주인공은 "목장 주인이 되고 싶다"는 어린 시절의 꿈의 부모에게 고백한다. 목장 일이라고는 전혀 모르는 주인공에게 부친인 다리우스는 걱정이 앞선다. 그러나 주인공의 열의를 꺾을 수 없어 이렇게 제안한다.
"목장주로 살고 있는 삼촌 밑에서 지내면서 전망이 있는가를 판단해보거라. 그 생활을 모두 견뎌낸다면 목장주가 되는 것을 허락하마"
주인공은 이와 같은 아버지의 제안에 따라 웨스타운으로 떠나 목장주 견습생으로 목장 생활을 시작했다.

## 게임 시스템
이번 작품에서는 작물의 '품질'은 '윤기'와 '단 맛의 정도와 향', '수분의 양', '크기'로 세분화하여 그 합계치에 의해 '품질'이 결정된다. 또한 동물에도 새롭게 '털의 윤기'라고 하는 기준이 추가되어 사료나 간식 제공을 통해 해당 수치를 올릴 수가 있게되었다. 그밖에도 전작까지 채집이 가능했던 곤충이 이번에는 발견의 대상에 머물게 되었다. 이에 따라 양봉을 하는 상황에서는 벌 대신 꽃을 사용한다.

## 평가
| 평가                                          |        |
| --------------------------------------------- | ------ |
| 통합 점수 통합사 점수 메타크리틱 74/100 [ 3 ] |        |
| 통합 점수                                     |        |
| 통합사                                        | 점수   |
| 메타크리틱                                    | 74/100 |